# Lista de países por produção de níquel
Esta é uma lista de países por produção de níquel em 2008, baseada nos dados do Serviço Geológico dos Estados Unidos publicadas em julho de 2009.	
| Ordem | País/Região              | Produção de níquel (toneladas) | Tipo de produto                 |
| ----- | ------------------------ | ------------------------------ | ------------------------------- |
| -     | Mundo                    | 1,600,000                      |                                 |
| 1     | Rússia                   | 266,007                        | Laterita e sulfato concentrado  |
| 2     | Canadá                   | 259,588                        | Concentrado                     |
| 3     | Austrália[1]             | 199,200                        | Minério e concentrado           |
| 4     | Indonésia                | 192,600                        | Laterita                        |
| 5     | Nova Caledônia ( França) | 102,583                        | Minério                         |
| 6     | Colômbia                 | 99,000                         | Laterita                        |
| 7     | Filipinas                | 83,895                         | Minério e concentrado           |
| 8     | China                    | 72,000                         |                                 |
| 9     | Cuba                     | 67,265                         | Óxido, sufato e licor amoniacal |
| 10    | Brasil                   | 58,500                         | Minério                         |
| 11    | Botswana                 | 38,000                         | Minério moído                   |
| 12    | África do Sul            | 31,675                         | Concentrado                     |
| 13    | República Dominicana     | 31,300                         | Laterita                        |
| 14    | Grécia                   | 21,100                         | Laterita                        |
| 15    | Venezuela                | 20,000                         | Laterita                        |
| 16    | Macedônia do Norte       | 15,026                         | Ferro-níquel                    |
| 17    | Kosovo                   | 10,846                         | Laterita                        |
| 18    | Ucrânia                  | 8,000                          | Laterita                        |
| 19    | Zimbabwe                 | 6,354                          | Concentrado                     |
| 20    | Espanha                  | 6,350                          | Concentrado                     |
| 21    | Finlândia                | 3,600                          | Concentrado                     |
| 22    | Albânia                  | 800                            | Laterita                        |
| 23    | Zâmbia                   | 751                            | Concentrado                     |
| 24    | Cazaquistão              | 500                            | Laterita                        |
| 25    | Noruega                  | 250                            | Concentrado                     |
| 26    | Marrocos                 | 100                            | Sulfato                         |
| 27    | Myanmar                  | 10                             | Minério                         |

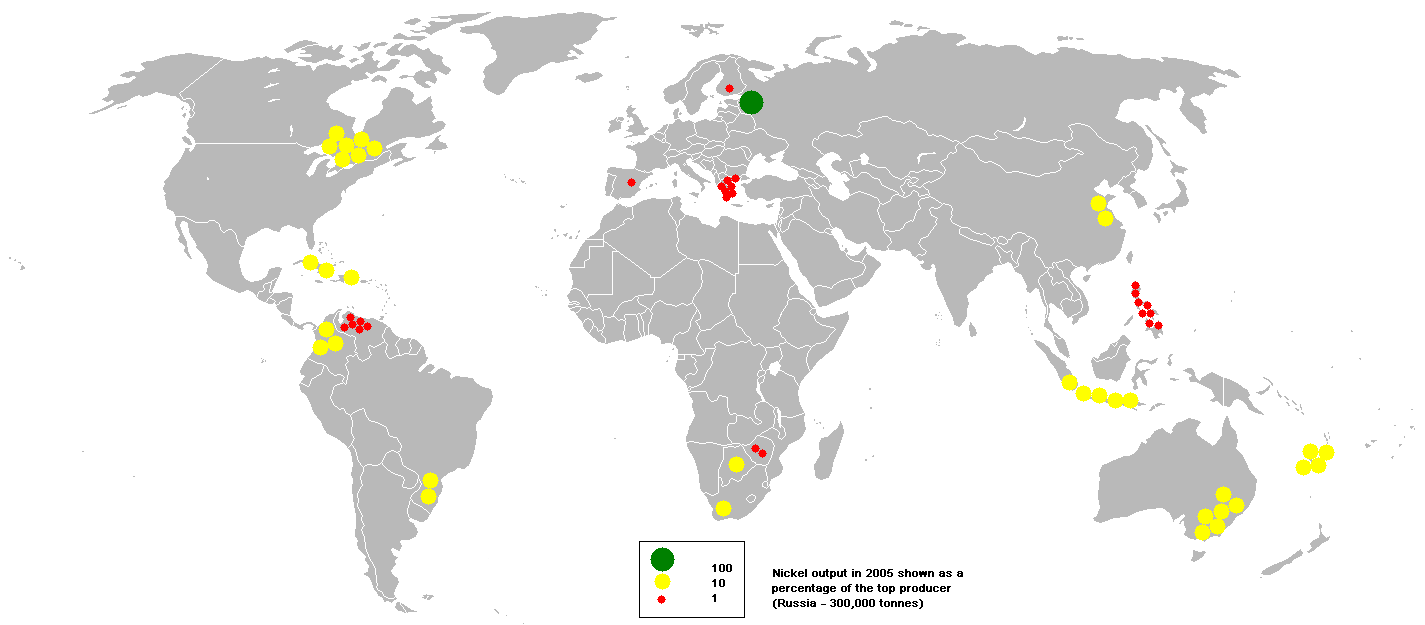
Produção de níquel em 2005

Fonte: United States Geological Survey Mineral Resources Program July 31, 2009